# Maurice Diot
Pour les articles homonymes, voir Diot.
Maurice Diot, né le 13 juin 1922 à Paris 13e et mort renversé par une voiture le 4 mars 1972 à Migennes où il est enterré, est un coureur cycliste français. Il était surnommé, dans le peloton, le Teigneux.
Il devient professionnel en 1946 et le reste jusqu'en 1958. Il a notamment remporté la 20e étape du Tour de France 1947 entre Saint-Brieuc et Caen.

## Palmarès
- 1941
  - Paris-Meaux-Paris
- 1945
  - Paris-Ézy
  - Paris-Provins
  - 2e de Paris-Évreux
- 1946
  - Tour de la Manche :
    - Classement général
    - 2e étape

  - Circuit du Cantal
  - 5e étape de Paris-Nice
- 1947
  - 20e étape du Tour de France
  - Grand Prix d'Espéraza
- 1948
  - 4e étape du Tour de l'Ouest
  - Grand Prix d'Issoire
  - 2e du Grand Prix d'Espéraza
  - 2e du Grand Prix du Courrier picard
  - 3e de Paris-Clermont-Ferrand
  - 3e de Paris-Nantes
- 1949
  - Paris-Bruxelles
  - Circuit de la Vienne
  - 2e étape de Paris-Saint-Étienne
  - 2e de Paris-Saint-Étienne
  - 9e du Tour des Flandres
  - 10e du championnat du monde sur route
- 1950
  - Circuit des Boucles de la Seine
  - Circuit de la Vienne
  - Grand Prix Catox
  - 1re étape des Boucles de la Gartempe
  - 2e de Paris-Roubaix
  - 2e de Bordeaux-Paris
  - 4e du Tour des Flandres
- 1951
  - Paris-Brest-Paris
  - Grand Prix de l'Écho d'Oran
  - 1re étape des Boucles de la Gartempe
  - 3e du Grand Prix de l'Écho d'Alger
  - 9e de Paris-Roubaix
  - 9e de Paris-Bruxelles
- 1952
  - Grand Prix du Pneumatique et du Prix de Salon
  - 2e de Bordeaux-Paris
  - 3e de Vienne-Graz-Vienne
- 1953
  - 2e de Liège-Bastogne-Liège
  - 5e de Paris-Bruxelles
- 1954
  - Tour du Loiret
  - 2e et 7e étapes du Tour d'Europe
  - 7e de Bordeaux-Paris
- 1955
  - 3e du Circuit du Cher
  - 3e du Circuit de la Vienne

## Résultats sur le Tour de France
Ses classements dans ses 6 participations au Tour de France :
- 1947 : 49e, vainqueur de la 20e étape
- 1948 : abandon (13e étape)
- 1949 : éliminé (10e étape)
- 1951 : abandon (20e étape)
- 1953 : 60e
- 1955 : hors délai (7e étape)